# Geysir Andernach

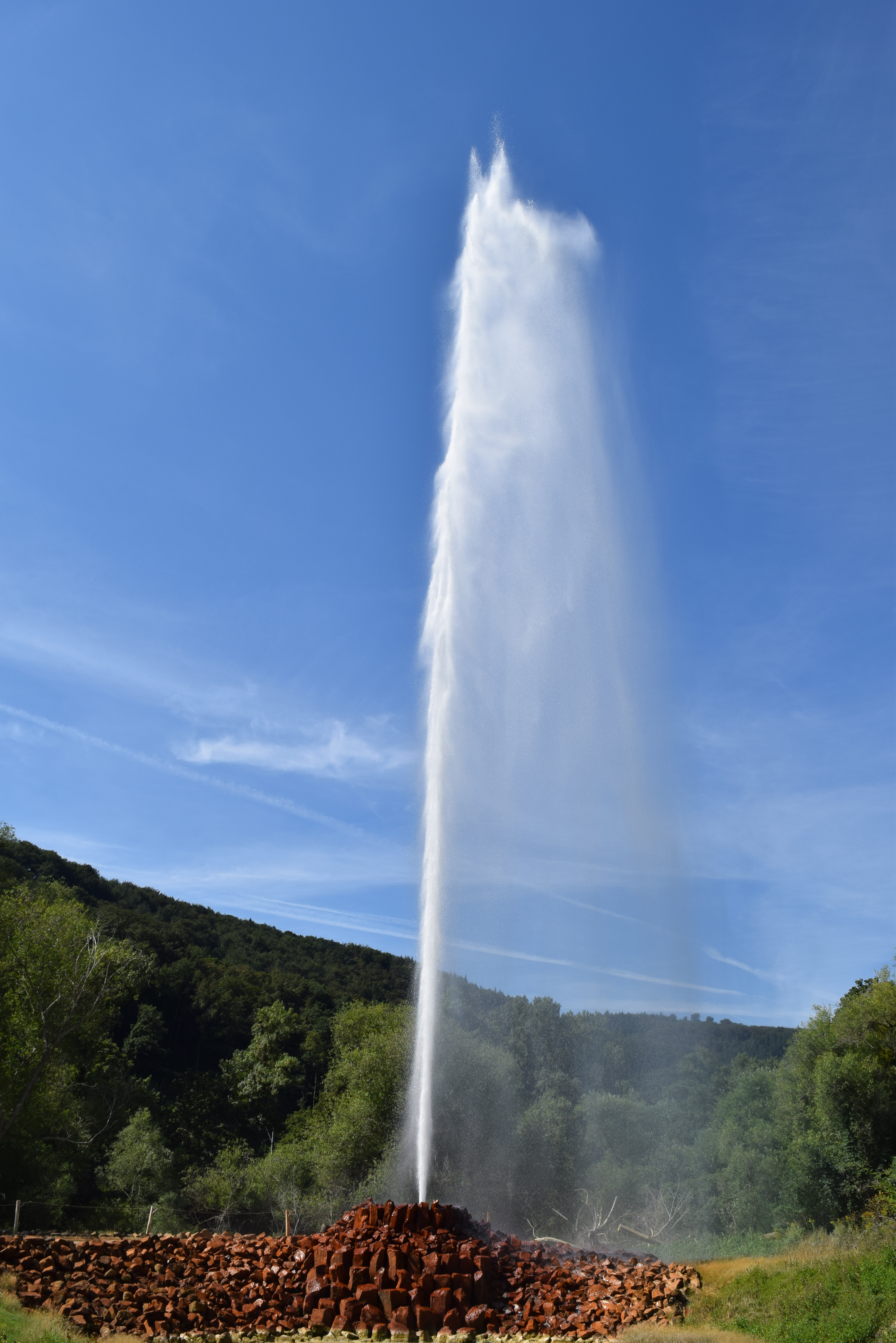
Der Geysir Andernach (2016)

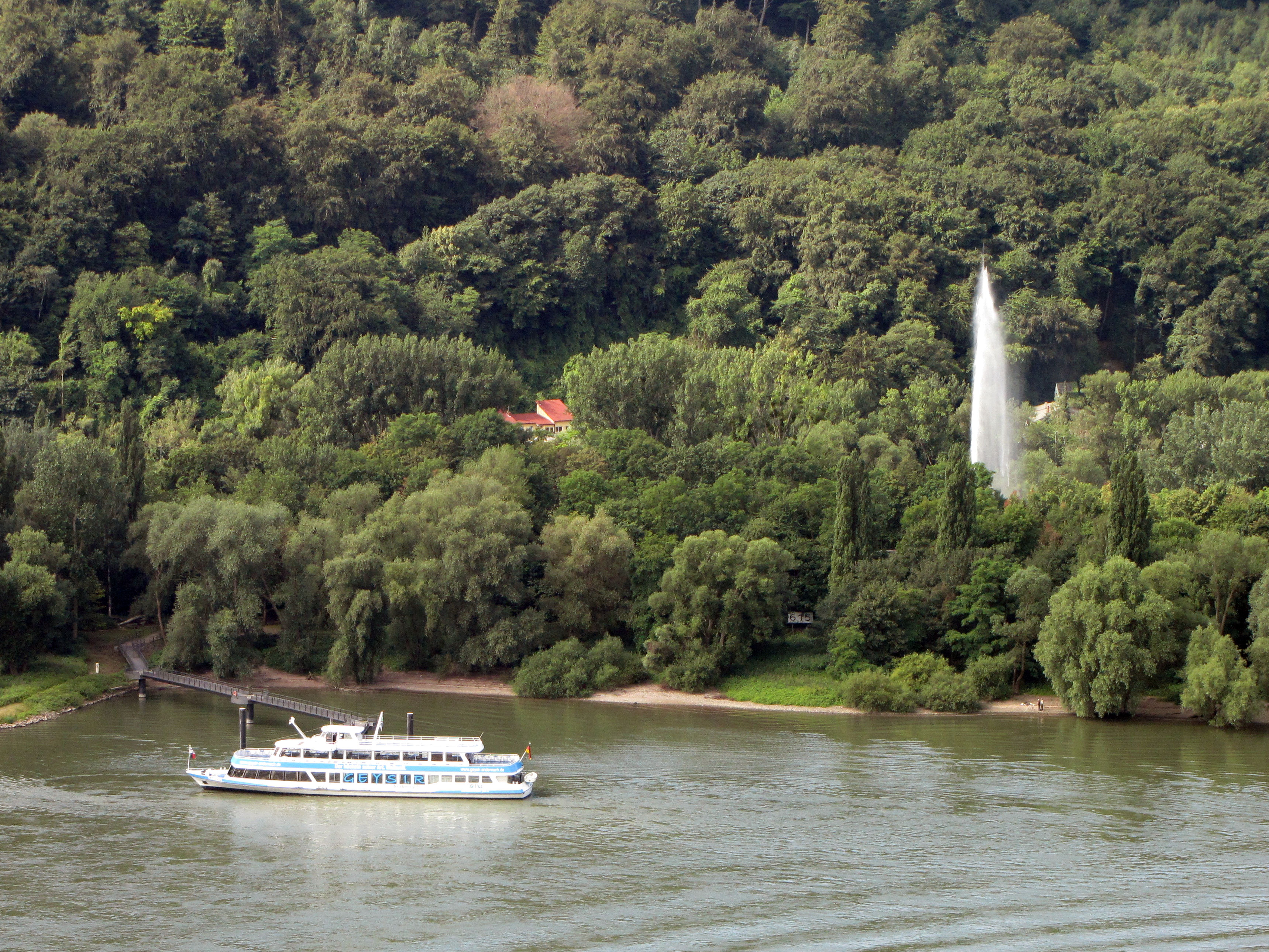
Geysir mit Anlegestelle am Namedyer Werth und Fährschiff Namedy

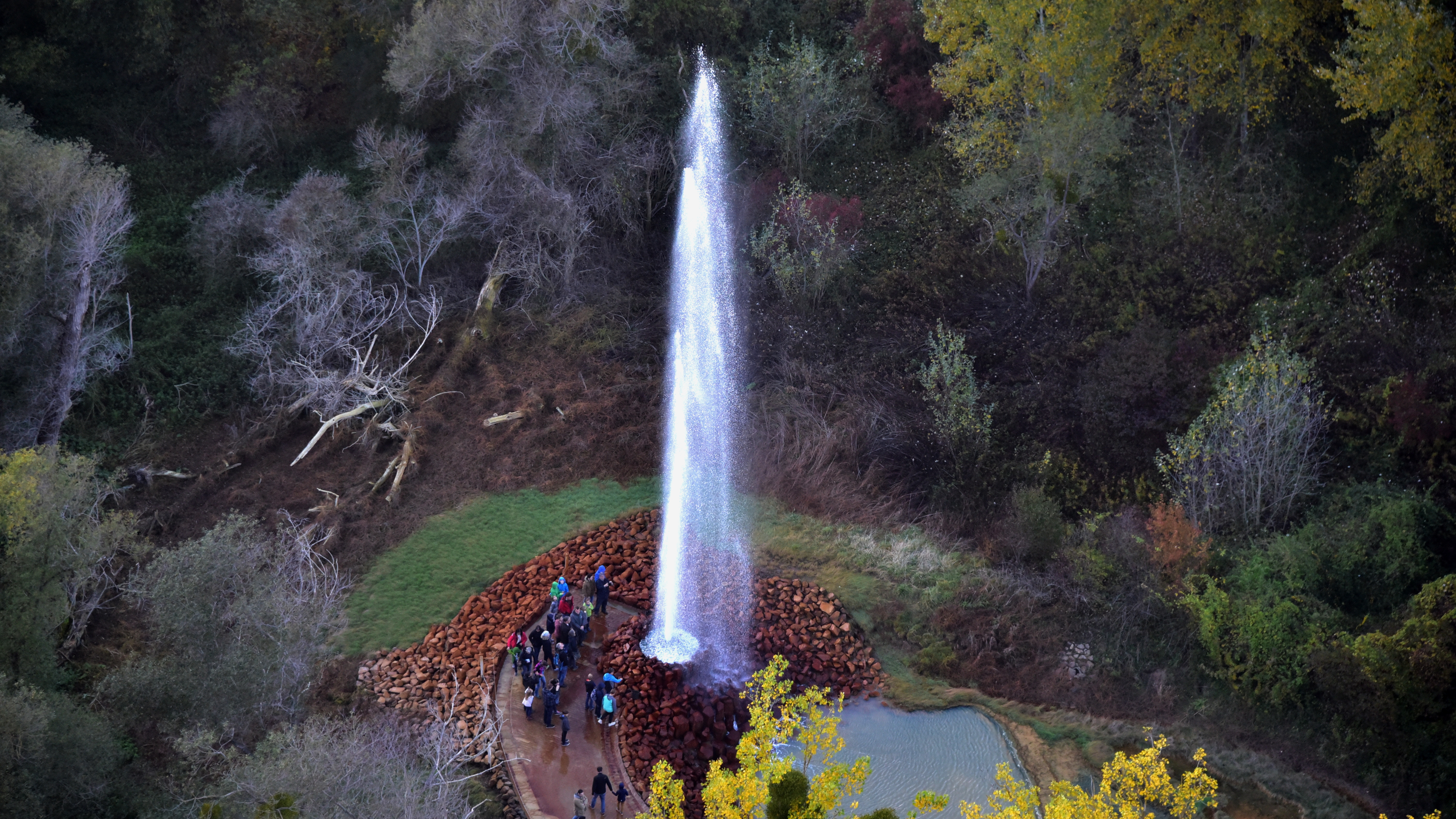
Geysir Andernach, Luftaufnahme (2016)

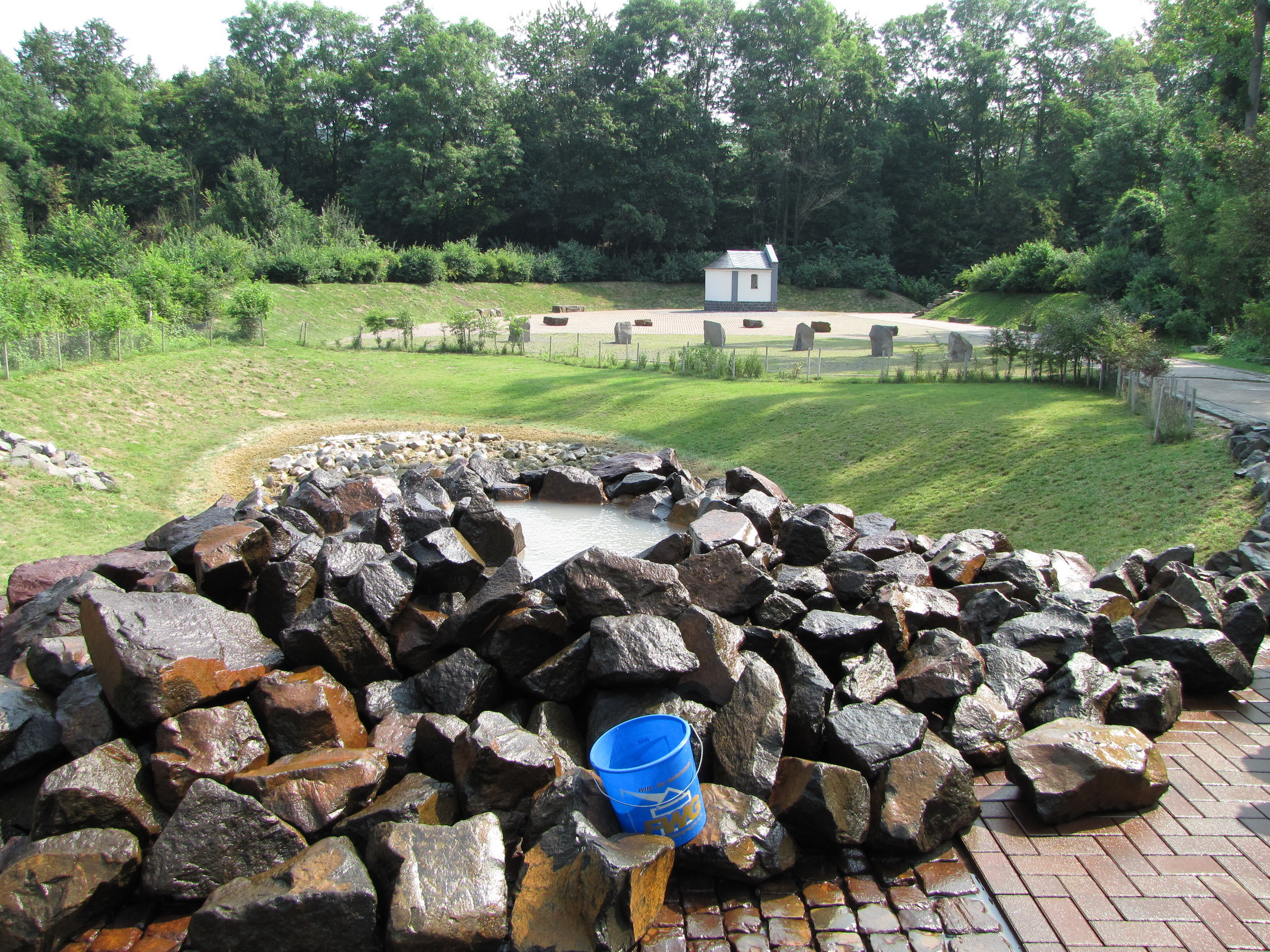
Das Areal um den Geysir Andernach, im Vordergrund der Bohrbrunnen

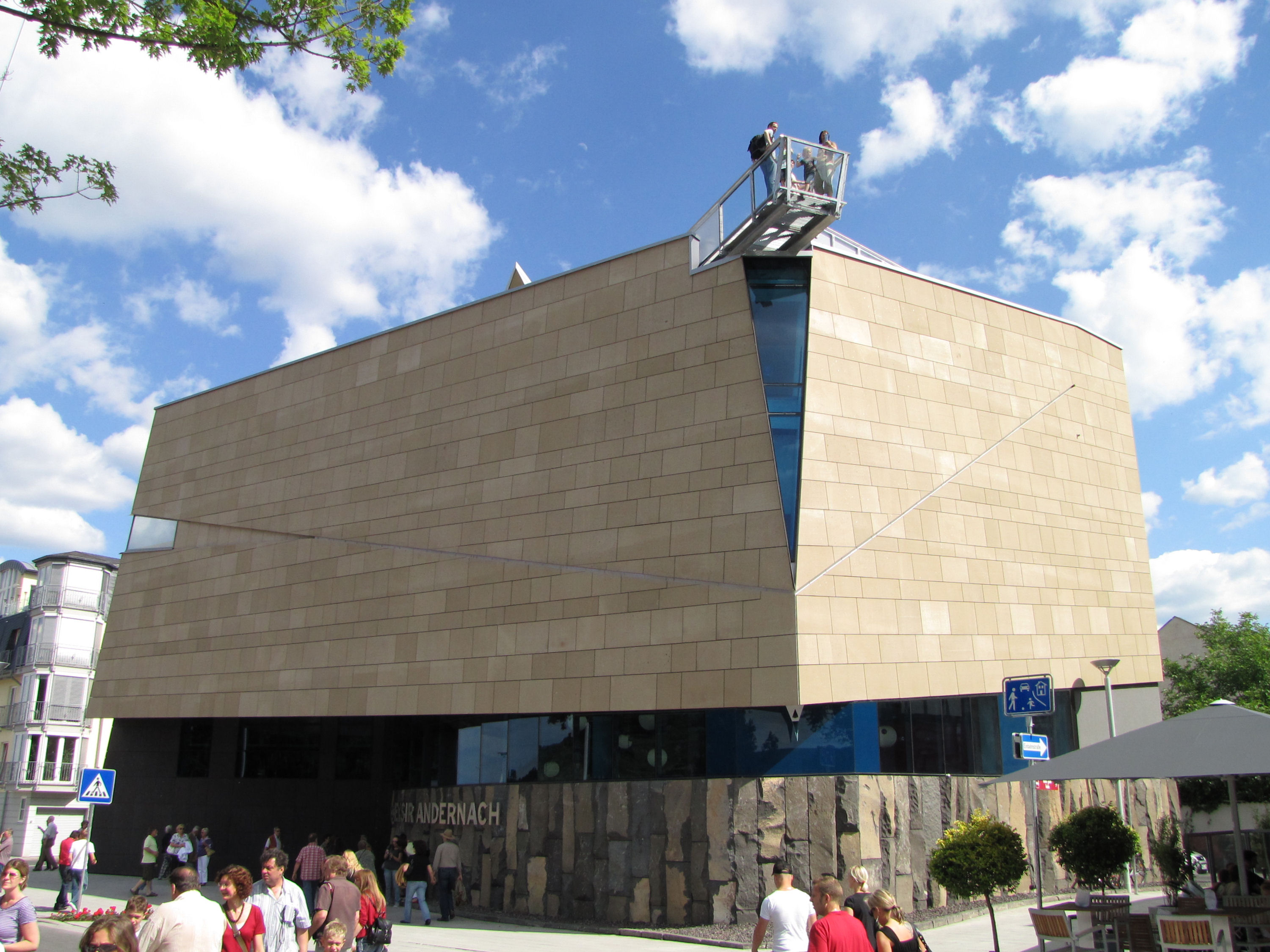
Erlebniszentrum Geysir Andernach bzw. Geysir Museum am Eröffnungstag

Der Geysir Andernach (ursprünglich: Namedyer Sprudel) ist mit etwa 50 bis 60 Metern Auswurfhöhe der höchste Kaltwassergeysir der Erde. Er befindet sich auf dem Namedyer Werth, einer Halbinsel im Rhein bei Andernach im rheinland-pfälzischen Landkreis Mayen-Koblenz, und wurde 1903 erstmals erbohrt.
Eine Eruption des Geysirs dauert etwa 15 Minuten, das Intervall zwischen zwei Ausbrüchen etwa zwei Stunden. Sein Antrieb ist natürliches Kohlendioxidgas, wie in einer geschüttelten Mineralwasserflasche. Der Geysir ist seit 2006 touristisch erschlossen und eine der Attraktionen im Vulkanpark sowie Teil des nationalen Geoparks Laacher See.

Nahe dem Rheinufer steht 2,1 km südöstlich des Geysirs in Andernach das Geysir Museum (⊙), in dem unter anderem die Funktionsweise des Geysirs erläutert wird. Von der dortigen Anlegestelle verkehrt die Rheinfähre Andernach seit 2009 als Schiffsverbindung zur Anlegestelle Namedyer Werth.
Der Geysir gehört zu den 15 Meisterwerken zwischen Rhein und Mosel.

## Geschichte
Im Jahr 1903 wurde auf der Namedyer Halbinsel eine Bohrung von 343 Metern Tiefe zur Gewinnung von Kohlenstoffdioxid und Mineralwasser durchgeführt. Auslöser für die Bohrung an dieser Stelle war, dass man im Wasser des alten Rheinarms CO2-Blasen aufsteigen sah. Der Kaltwassergeysir wurde dabei erstmals eruptiv und brach auf eine Höhe von 40 Metern aus. Der Namedyer Sprudel, so sein damaliger Name und der des abgefüllten Mineralwassers, das durch ausperlendes Kohlendioxid ausgestoßen wird, wurde kommerziell und bald auch touristisch genutzt. Jahrelang war die hohe Fontäne ein Wahrzeichen des Namedyer Werths. Die Anlage erlitt im Laufe der Jahre erhebliche Schäden und wurde 1957 außer Betrieb gesetzt. Im Zuge des Ausbaus der Bundesstraße 9 wurde das Bohrloch 1967 mit einem Schieber verschlossen. Seit Ende der 1990er Jahre gab es Bestrebungen, den Geysir als Touristenattraktion wieder zu aktivieren, was mit den strengen Naturschutzauflagen kollidierte, denen das Gebiet seit 1985 unterliegt.
1990 wurde die Halbinsel Eigentum der Stadt Andernach. 2001 bohrte man an einer neuen, etwas von der Straße entfernten Stelle das gasdurchlässige Gestein an. Schon bei der ersten Bohrung erreichte die Fontäne des Geysirs wieder eine Höhe von 40 Metern. Danach erhielt das Bohrloch wieder einen Absperrschieber. Der Bund für Umwelt und Naturschutz Deutschland (BUND) führte einen Rechtsstreit vor dem Oberverwaltungsgericht Rheinland-Pfalz, um den weiteren Ausbau und die touristische Nutzung des Geysirs innerhalb des Naturschutzgebiets Namedyer Werth zu verhindern. Im Mai 2005 einigten sich die Stadt Andernach und der BUND außergerichtlich darauf, dass der Geysir unter Naturschutzauflagen wieder ausbrechen und auch touristisch genutzt werden darf.
Das Wasser des Geysirs stammt aus einem 350 m tiefen Bohrbrunnen. Seit dem 7. Juli 2006 bricht der Geysir wieder regelmäßig aus. Außerhalb der Besichtigungszeiten wird der Brunnen zur Sicherheit mit einem Schieber verschlossen.
Bis 2008 war der Zugang in das Naturschutzgebiet nur bei wenigen geführten und vorher gebuchten Schiffstouren an einigen Wochenenden während der Sommersaison möglich. Am 9. November 2008 wurde der Geysir Andernach offiziell ins Guinness-Buch der Rekorde als höchster Kaltwassergeysir der Welt eingetragen.
Am 29. Mai 2009 erfolgte die volle touristische Erschließung mit der Eröffnung des damals so genannten Erlebniszentrums Geysir Andernach und einer Fahrt zum Geysir auf dem Fahrgast- und Fährschiff Namedy, das man während der Feierlichkeiten auf diesen Namen taufte.
Im inzwischen Geysir Museum genannten Erlebniszentrum wird das Naturphänomen den Besuchern spielerisch erklärt. Die Besichtigung ist in der Regel jeweils von Ende März bis Ende Oktober möglich.
Bis 2023 besuchten pro Saison rund 115.000 Menschen die Attraktion des Geysir Andernach. Im Jahr 2024 feiert das Geysir Museum seinen 15. Geburtstag.

## Funktionsweise

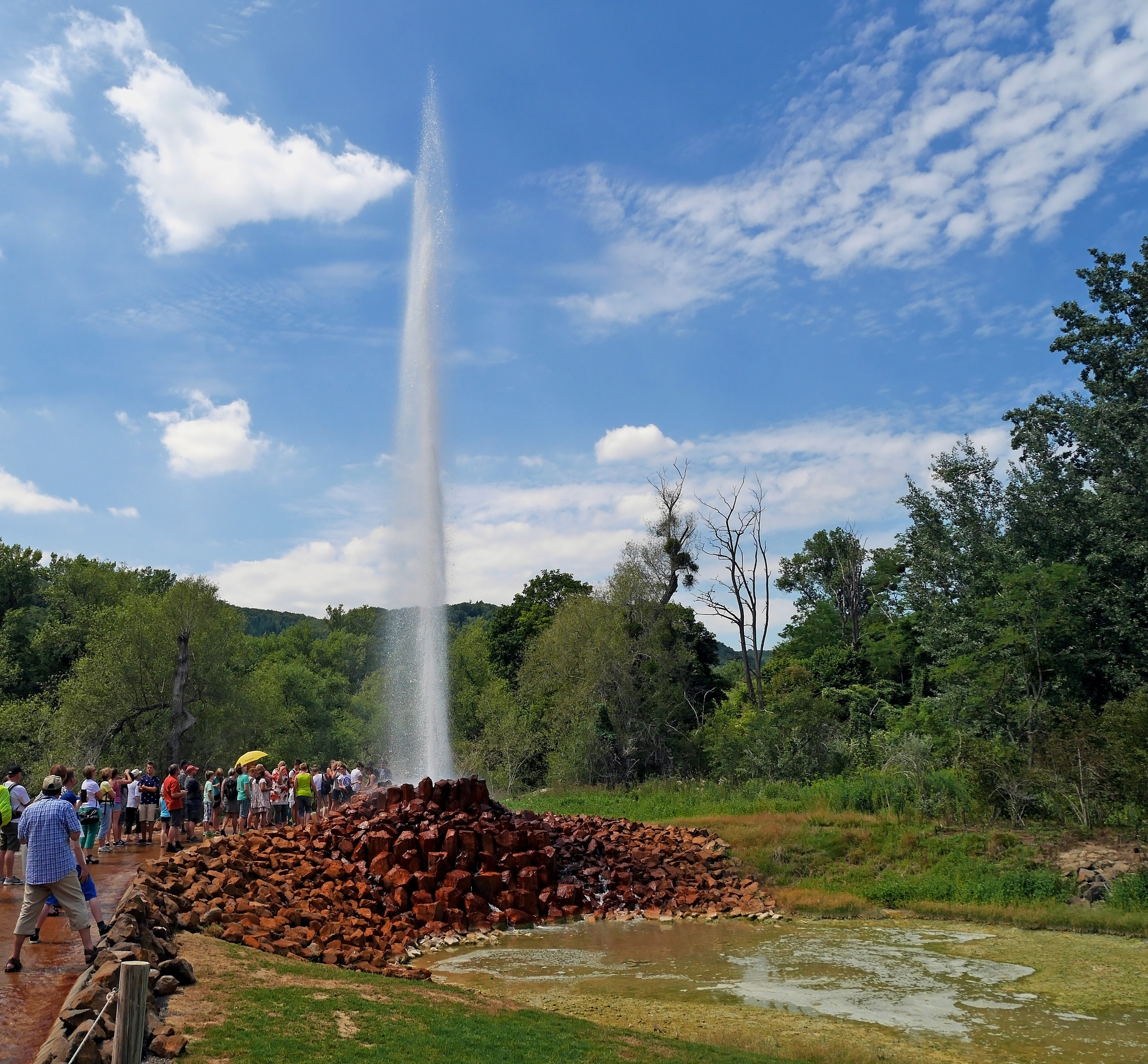
Geysir Andernach

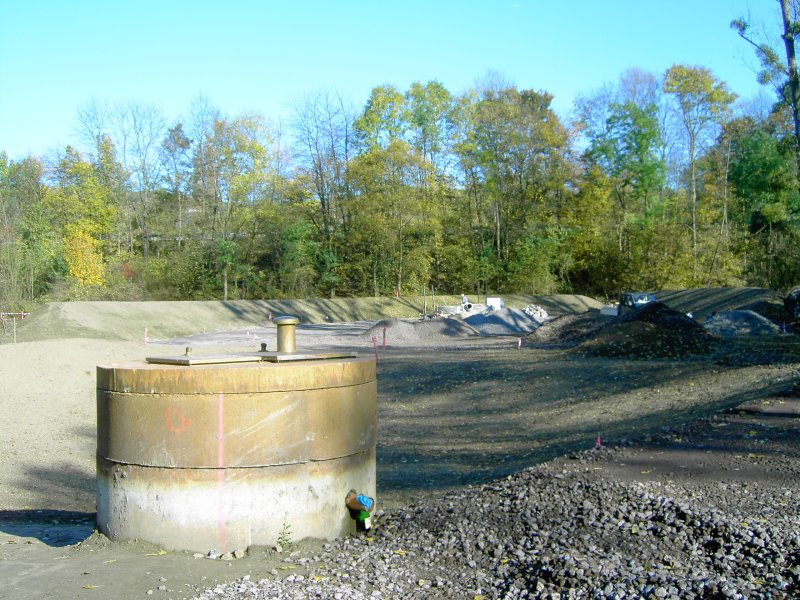
Zustand am Geysir 2005 vor Freigabe zum Sprudeln – das Bohrloch liegt unter der Betoneinfassung im Vordergrund

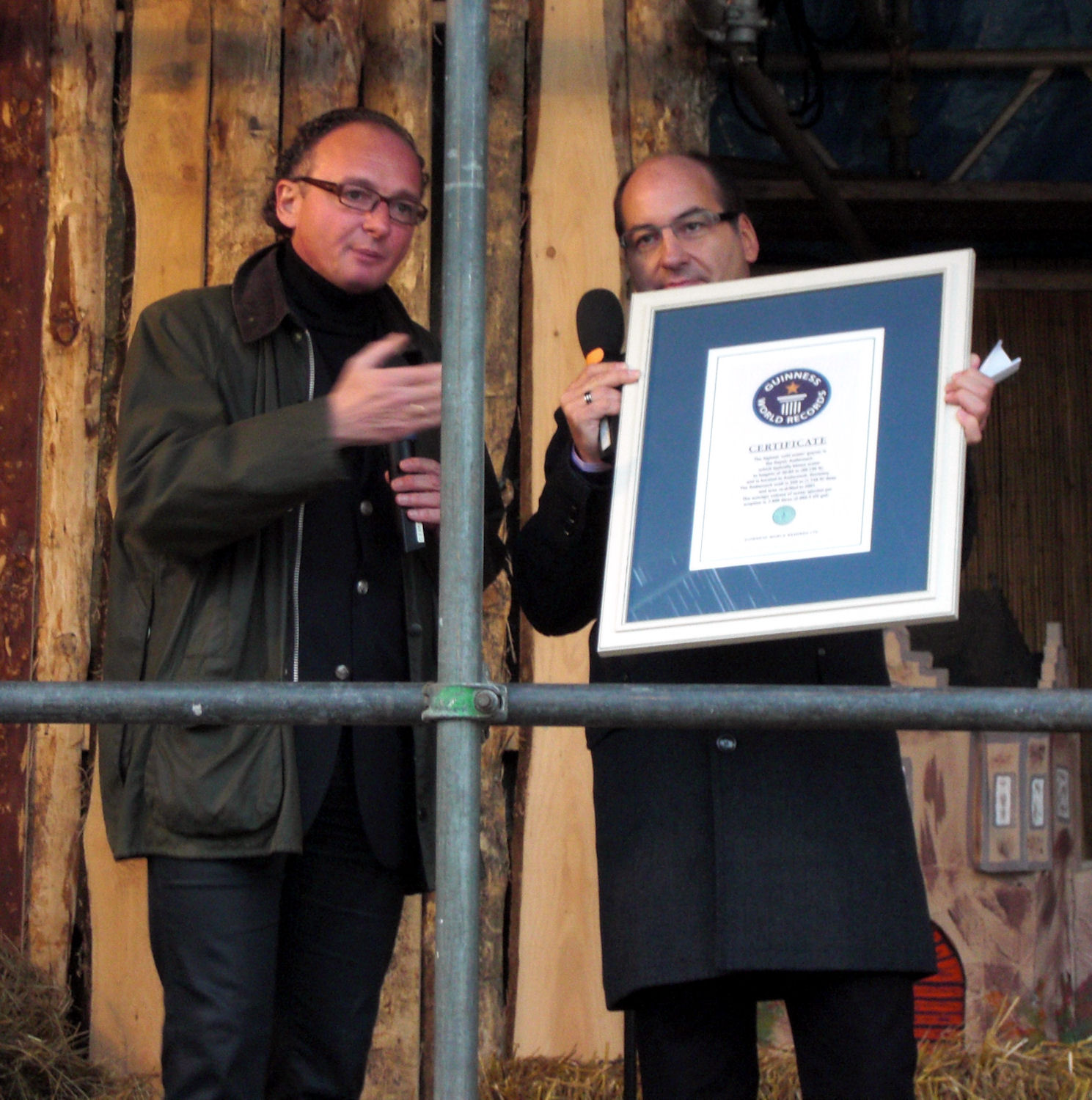
Oberbürgermeister Achim Hütten (links) mit der Urkunde zum Eintrag des Geysirs Andernach ins Guinness-Buch der Rekorde als weltweit höchster Kaltwassergeysir

Aus der strukturgeologischen Vergangenheit der Eifel resultieren zahlreiche geologische Störungen, also Brüche im Gestein, die das Aufsteigen von  Kohlendioxid aus tieferen Schichten ermöglichen. Das CO2 stammt aus Magmakammern in der Tiefe des Gesteins, die früher Vulkane speisten, aber auch heute noch begrenzt aktiv sind.
In passiven Vulkangebieten wie der Vulkaneifel gibt es daher an der Erdoberfläche oft Quellen für Kohlenstoffdioxid (CO2), sogenannte Mofetten, die Phänomene wie Kaltwassergeysire ermöglichen. So gibt es in der Vulkaneifel mit dem Geysir Wallender Born einen weiteren, wenn auch erheblich kleineren Kaltwassergeysir.
Voraussetzung beim Kaltwassergeysir in Andernach ist ein Aufstiegskanal in Form eines 350 Meter tiefen Bohrlochs, in das CO2-gesättigtes Grundwasser hineinfließt.
Der Geysir (isl. geysa = wirbeln, strömen) wird als düsenartiger Geysir betrieben, das heißt, der künstliche Schlot endet an der Luft und nicht unter der Wasseroberfläche eines Teichs.
Das Bohrloch füllt sich langsam bis zum oberen Ende mit Wasser. Dabei entsteht durch das Gewicht des Wassers am unteren Ende ein Druck von 35 bar. In dem aufsteigenden, CO2-gesättigten Wasser gast das CO2 aus, da der Druck nach oben hin abnimmt. Die aufsteigenden Gasbläschen dehnen sich dabei aus. Da weiterhin Grundwasser zuläuft und sich das Volumen der Gasbläschen ausdehnt, wird das Wasser verdrängt, das Bohrloch läuft oben über. Dadurch wird der Druck reduziert und die Löslichkeit des CO2 im Wasser nimmt ab, so dass sich noch mehr CO2-Bläschen bilden und ausdehnen können. Das Bohrloch läuft immer mehr über. Es entsteht ein Lawinen-Effekt, der sich rasant beschleunigt. Wenn die Gasbläschen das gesamte Bohrloch ausfüllen, können diese sich nur noch nach oben hin ausdehnen. Die gesamte Wassersäule wird hinausbefördert, der Geysir springt. Die Eruptionsdauer des Geysirs beträgt etwa 15 Minuten und erreicht bei Windstille eine Höhe von etwa 60 Metern. Danach füllt sich das Bohrloch langsam wieder mit Grundwasser und der Vorgang beginnt nach etwa zwei Stunden erneut.
Der Geysir Andernach funktioniert im Prinzip ähnlich wie eine Mineralwasserflasche, die geschüttelt und dann geöffnet wird. Die bekannten Heißwassergeysire hingegen, beispielsweise in Island oder dem Yellowstone-Nationalpark, eruptieren kochend heißes, mit Wasserdampf vermischtes Wasser, weil Grundwasser im Boden durch Magma erhitzt und durch einen natürlich entstandenen Eruptionskanal nach oben gedrückt wird.